# Чачалака західна
Чачалака західна (Ortalis poliocephala) — вид куроподібних птахів родини краксових (Cracidae).

## Поширення
Ендемік Мексики. Поширений в південно-західній частині країни між Халіско і південно-західним Чіяпасом, а всередині країни ареал доходить до південного заходу Пуебли. Населяє первинний листяний ліс, терновий чагарник і вторинний ліс. Місцево населяє сосново-дубовий ліс, іноді трапляється в мангрових і пальмових плантаціях. Висота розповсюдження коливається від рівня моря до 2400 м.

## Опис
Птах має довжину від 58,5 до 68,5 см. Один самець важив 760 г. Верхня частина спини і потилиця тьмяно-коричнево-сірі, а решта верхньої частини блідо-коричнево-оливкова. Хвіст трохи сіріший, а пір'я мають широкі блискучі кінчики. Груди сірувато-оливкові, а черевце білувате з блиском. Каричневе око оточене голою карміновою шкірою.

## Спосіб життя
Годується переважно на землі, але також піднімається в рослинність. Близько двох третин раціону становлять фрукти, а решту — квіти, насіння, листя та комахи. Сезон розмноження триває з квітня по серпень з піком у червні-липні. Гніздо будують представники обох статей; це неглибока платформа з палиць, вистелена листям і бромелієвими, розташована на висоті до 5 м над землею. У кладці є три яйця. Самиця сама висиджує яйця, але обидві статі піклуються про дитинчат.